# Кармышевский сельсовет
Кармышевский сельсовет — муниципальное образование в муниципальном районе Альшеевский район Республики Башкортостан Российской Федерации.
Согласно «Закону о границах, статусе и административных центрах муниципальных образований в Республике Башкортостан» имеет статус сельского поселения.

## Население
| 2002  | 2009  | 2010  | 2012  | 2013  | 2014  | 2015  |
| ----- | ----- | ----- | ----- | ----- | ----- | ----- |
| 1721  | ↘1698 | ↘1544 | ↘1518 | ↘1444 | ↘1405 | ↘1403 |
| 2016  | 2017  | 2018  | 2019  | 2020  |       |       |
| ↘1376 | ↘1355 | ↘1330 | ↘1292 | ↘1281 |       |       |

## Состав сельского поселения
| № | Населённый пункт | Тип населённого пункта       | Население |
| - | ---------------- | ---------------------------- | --------- |
| 1 | Кармышево        | село, административный центр | ↘651      |
| 2 | Чураево          | деревня                      | ↘386      |
| 3 | Дим              | село                         | ↘278      |
| 4 | Уваровка         | деревня                      | ↘110      |
| 5 | Михайловка       | село                         | ↘89       |
| 6 | Григорьевка      | деревня                      | ↗22       |
| 7 | Хусаин           | деревня                      | ↘8        |